# Parque de la Font del Racó
El parque de la Font del Racó se encuentra en el distrito de Sarrià-Sant Gervasi de Barcelona. Fue creado en 1926 por Nicolau Maria Rubió i Tudurí. En 1993 fue remodelado.

## Descripción
Se trata de un parque forestal, situado en la falda del Tibidabo. En su parte superior se encuentra el funicular de ascenso al Parque de Atracciones del Tibidabo. El terreno se encuentra en una fuerte pendiente, que forma una sombría hondonada en su parte inferior. La zona se recorre a través de unos sinuosos caminos que salvan el desnivel, en ocasiones con la ayuda de escaleras y barandillas de madera, en un estilo rústico que se adapta a la naturaleza circundante. El bosque es en ciertas zonas bastante cerrado, con árboles frondosos entre los que destacan los robles, los pinos y los almeces. En la parte inferior hay una fuente, que es la que da nombre al parque, y cerca se sitúa una placa en recuerdo al artista Apel·les Mestres, obra de Francesc Socías i March, colocada en 1938.

## Vegetación
Entre las especies presentes en el parque se hallan: el almez (Celtis australis), el pino piñonero y carrasco (Pinus pinea y Pinus halepensis), el algarrobo (Ceratonia siliqua), la encina (Quercus suber y Quercus ilex), la acacia (Robinia pseudoacacia), el falso pimentero (Schinus molle), el ciprés (Cupressus macrocarpa), la palmera de Canarias (Phoenix canariensis), el olivo (Olea europaea), el eucalipto (Eucalyptus globulus) y el ombú (Phytolacca dioica). Destaca especialmente un ejemplar de roble centenario (Quercus cerrioides), que forma parte del Catálogo de Árboles de Interés Local de Barcelona.